# Mehmed VI.
Mehmed VI. (14. ledna 1861 Konstantinopol – 16. května 1926 San Remo) byl 36. a poslední sultán Osmanské říše, panující v letech 1918–1922. Po skončení 1. světové války a po útěku mladotureckých politiků se pokusil sám vládnout v souladu s politikou států Dohody; v roce 1920 přijal Sèvreskou smlouvu. Roku 1922 byl sesazen z trůnu Mustafou Kemalem (Atatürkem).

## Vláda a vyhnanství
První světová válka byla pro Osmanskou říši, které tehdy vládl Mehmedův bratr Mehmed V., pohromou. Britské a spojenecké síly dobyly Bagdád, Damašek a Jeruzalém. Během války byla většina říše rozdělena mezi evropské spojence. Dne 10. srpna 1920 byli Mehmedovi zástupci nuceni podepsat Sèvreskou smlouvu, v níž se vzdali nároků na neturecká území. Turecko podle smlouvy ztratilo 4/5 svého území, zdejší nacionalisté toto zásadně odmítali. Nová vláda (Velké národní shromáždění Turecka) v čele s Mustafou Kemalem dne 1. listopadu 1922 zrušila sultanát a Mehmed VI. musel abdikovat. Konstantinopol opustil na britské válečné lodi  a dostal se na Maltu. Později žil v San Remu v Itálii, kde roku 1926 zemřel.

## Rodina

### Manželky
Mehmed se oženil celkem pětkrát:
1. Nazikeda Kadınefendi (9. října 1866 – 4. dubna 1944), provdala se za sultána v roce 1885, vyhnanství prožila v Káhiře, kde je i pohřbena
2. Inşirah Hanım (10. července 1887 – 10. června 1930), provdala se za sultána v roce 1905 a rozvedla se s ním v roce 1909, později žila v Káhiře
3. Müveddet Kadınefendi (12. října 1893 – 1951), provdala se za sultána v roce 1911
4. Nevzad Hanım (2. března 1900 – 23. června 1992), provdala se za sultána v roce 1921
5. Nevvare Hanımefendi (4. května 1901 – 13. června 1992), provdala se za sultána v roce 1918

### Synové
Mehmed měl pouze jednoho syna, kterého zplodil s Müveddet:
- Şehzade Mehmed Ertuğrul (5. září 1912 – 2. července 1944), po odsunu členů dynastie žil v Káhiře

### Dcery
Mehmed měl tři dcery, všechny s Nazikedou:
- Fenire Sultan (1888 –1888), zemřela hned při porodu
- Fatma Uliye Sultan (11. září 1892 – 25. ledna 1967), dvakrát se provdala a měla děti
- Sabiha Sultan (1. dubna 1894 – 26. srpna 1971)